# 4587 Rees
4587 Rees è un asteroide near-Earth. Scoperto nel 1973, presenta un'orbita caratterizzata da un semiasse maggiore pari a 2,6527649 UA e da un'eccentricità di 0,5119044, inclinata di 24,64088° rispetto all'eclittica. L'asteroide è stato dedicato all'astronomo inglese Martin Rees.